# Friedrich Graf
Friedrich Hartmann Graf, född 23 augusti 1727 i Rudolstadt, död 19 augusti 1795 i Augsburg var en tysk tonsättare och flöjtist.
Graf fick sin musikutbildning av fadern. Mellan 1759 och 1764 var han flöjtist och dirigent i Hamburg. Han gjorde konsertturnéer i England, Holland, Italien, Schweiz och Tyskland. Han anställdes vid hovet i Steinfurt hos greve Carl zu Bentheim och blev därefter flöjtist i det kungliga kapellet i Haag där hans bror Christian Ernst Graf var kapellmästare. 1785 var han dirigent för "Grand Professional Concerts" i London och han blev doktor i musik vid University of Oxford.
1779 invaldes han som utländsk ledamot nr. 6 av Kungliga Musikaliska Akademien.
Von Graf skrev kvartetter och kvintetter för stråkar och blåsinstrument, trior och duor för violin och viola, flöjtkonserter och en cellokonsert.